# Puya alpicola
Puya alpicola är en gräsväxtart som beskrevs av Lyman Bradford Smith. Puya alpicola ingår i släktet Puya och familjen Bromeliaceae. Inga underarter finns listade i Catalogue of Life.